# K.k. Landsturm
Il k.k. Landsturm (in italiano Milizia imperiale regia di difesa nazionale austriaca) era la leva di massa reclutata in caso di mobilitazione nel territorio della Cisleitania dell'Impero austro-ungarico. Era parte integrante come il Landsturm ungherese (in ungherese magyar királyi népfölkelés) delle forze armate dell'Impero austro-ungarico. Il k.k. Landsturm fu mobilitato allo scoppio della prima guerra mondiale e la maggior parte dei reparti vennero schierati subito in prima linea. Nel corso della guerra le classi anziane erano nella maggior parte impegnati in servizi di retrovia.

## Storia

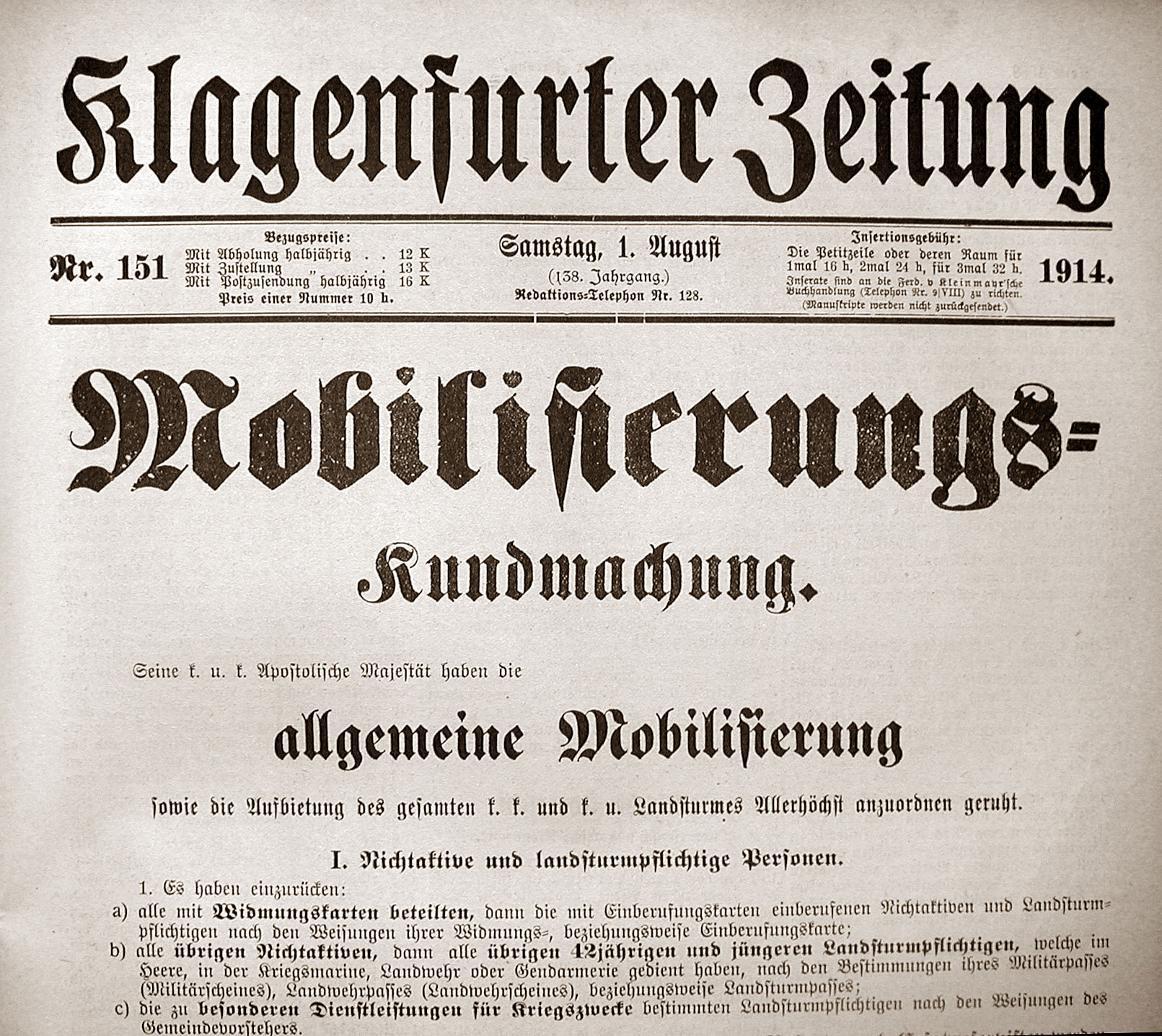
Proclamo della mobilitazione generale sul quotidiano di Klagenfurt del 1º agosto 1914

Il k.k. Landsturm fu costituito con apposita legge, il Landsturmgesetz nel 1886, pubblicata sulla Gazzetta ufficiale imperiale, il Reichsgesetzblatt, n. 90 del 6 giugno 1886.
Il cosiddetto Landsturmgesetz regolava nel territorio della Cisleitania, ad eccezione del Tirolo e del Vorarlberg dove già vigeva un regolamento di difesa territoriale, l'utilizzo di tutti gli uomini abili tra i 19 e i 42 anni per il servizio in seconda e terza linea se questi non si trovavano già sotto le armi o facevano parte della riserva militare. Gli iscritti fino al compimento del 37º anno di vita furono definiti di prima chiamata e quelli dal 38º al 42º anno di vita di seconda chiamata e quindi utilizzabili solo per i servizi di terza linea. Per gli ufficiali e funzionari militari in pensione la possibilità di essere richiamato si prolungava addirittura fino al compimento del 60º anno di vita.
La legge fu emanata in seguito alla trasformazione della k.k. Landwehr in una forza armata di prima linea. Già in seguito al compromesso con l'Ungheria nel 1867 che portò alla nascita della duplice monarchia si elaborò una nuova legislazione militare per l'impero austro-ungarico che proponeva la costituzione di un esercito composto da volontari a fianco dell'esercito nazionale.
Quella proposta non fu trasformata in legge per le opinioni differenti che vigevano a proposito in Ungheria e in Galizia. Inoltre la Landwehr austriaca copriva già il servizio in seconda e terza linea e rendendo il Landsturm in questo momento superfluo. Dovettero passare quasi vent'anni prima della sua approvazione e non più su base volontaria come era previsto nel 1868.
Il k.k. Landsturm era alle dipendenze del ministero della difesa della Cisleitania con sede a Vienna, il k.k. Landesverteidigungsministerium e poteva essere mobilitato solo su ordine dell'imperatore come comandante supremo di tutte le forze armate dell'impero austro-ungarico. I comandi territoriali della k.k. Landwehr fungevano fino al 1907 anche come comandi per il k.k. Landsturm ed erano responsabili per il reclutamento del Landsturm. Solo nel 1908 furono costituiti comandi territoriali indipendenti del Landsturm, in totale 41 comandi distribuiti su tutto il territorio della Cisleitania.
Il Landsturm era parte integrante delle forze armate dell'Impero austro-ungarico. La seconda chiamata era destinata per servizi di guarnigione, occupazione o retrovia, le cosiddette formazioni territoriali (Landsturmterritorialformationen), l'altra parte era destinata invece come forza di prima linea (Landsturmfeldformationen). Gli iscritti della prima chiamata potevano essere utilizzati anche come truppe di complemento per l'esercito comune. La parte restante veniva raggruppata in battaglioni territoriali. In tempo di pace i battaglioni Landsturm erano composti solo da pochi ufficiali e sottufficiali nonché da qualche soldato con compiti specifici. Nel 1892 vennero costituiti le brigate del Landsturm (k.k. Landsturmbrigaden) e nel 1913 anche il Tirolo modificò le disposizioni per la difesa territoriale che portarono all'adeguamento della legislazione per il Landsturm in tutta la Cisleitania.

## La Prima guerra mondiale

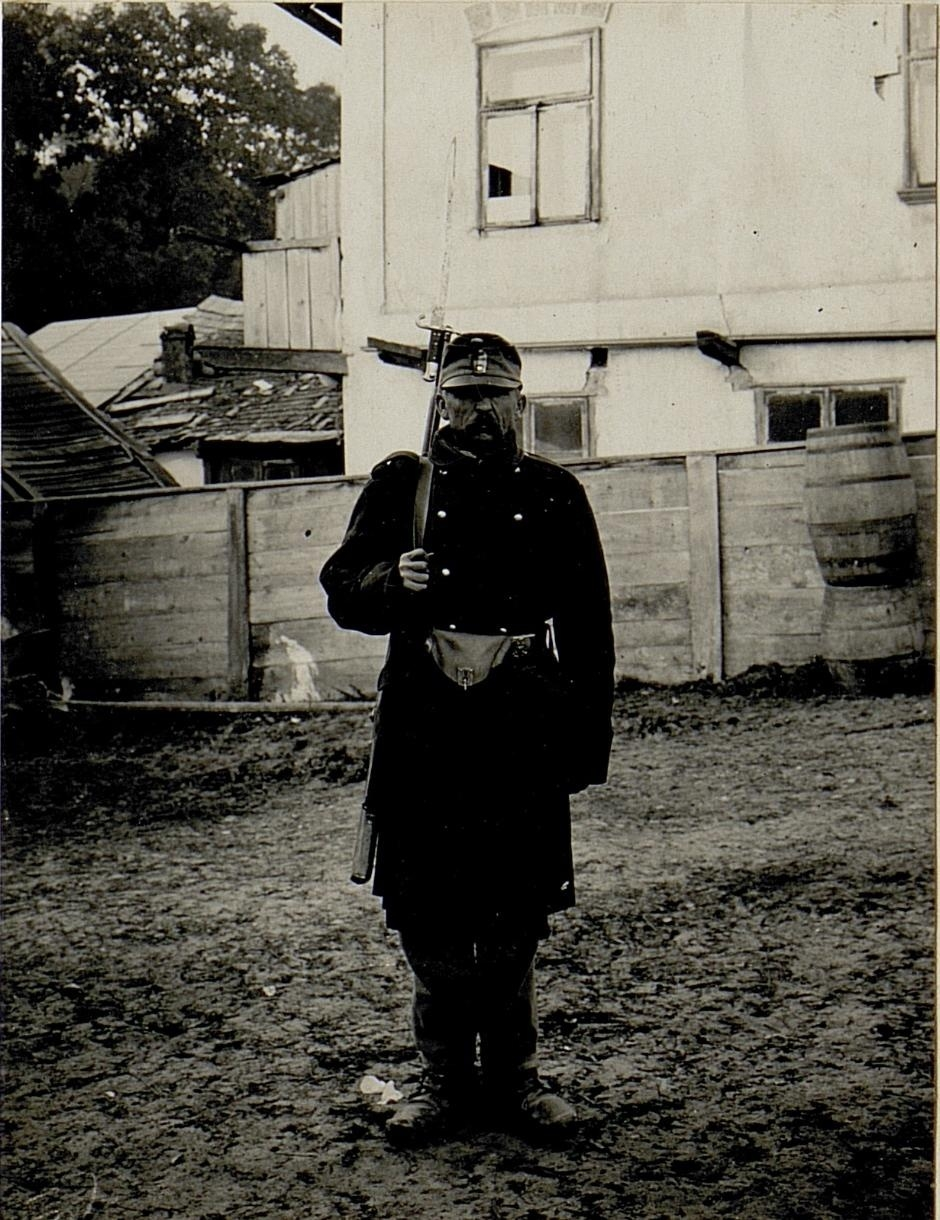
Soldato del k.k. Landsturm porta la vecchia uniforme scura dell'esercito comune

I primi passi per la mobilitazione del k.k. Landsturm furono pressi già il 20 luglio 1914, cinque giorni prima della mobilitazione parziale emanata contro la Serbia. Con quest'ultima furono formati le prime 8 brigata di fanteria del Landsturm. Il 30 luglio seguì l'ordine regio imperiale che richiamò tutto il Landsturm nella Cis- e nella Transleitania seguito il giorno seguente dalla mobilitazione generale delle forze armate dell'impero austro-ungarico.
La prima chiamata alle armi non riguardò però tutti gli uomini abili come prevedeva la legge e non fu uniforme in tutta la Cisleitania. Le disposizioni prevedevano la chiamata degli uomini abili oltre i 33 anni di vita che avevano già prestato il servizio militare in qualsiasi forza delle forze armate o nella riserva di complemento. Il limite di età superiore dei richiamati non fu applicata invece in modo uniforme e variava dai 42 anni previsti per legge fino a 37 anni, e riguardava quindi solo la cosiddetta prima ma non la seconda chiamata. Quest'ultima fu poi mobilitata nel settembre 1914 in seguito alle grandi perdite subite nelle settimane iniziali della guerra sul fronte orientale. Anche i richiamati non furono assegnati in modo uguale in tutto la Cisleitania. La maggior parte finì a costituire le formazioni di prima linea del Landsturm. In Tirolo e Vorarlberg con la prima chiamata furono costituiti invece reparti di marcia o di complemento destinati per completare le formazioni dei Kaiserjäger e Landesschützen e solo la seconda chiamata utilizzati per i reparti Landsturm e per le compagnie impegnate lungo il confine meridionale dell'impero (Grenzschutzkompanien).
Dopo meno di un anno, nella primavera del 1915 fu evidente che il numero dei richiamati non era sufficiente a rimpiazzare le perdite. Fu quindi necessario modificare la disposizione legislativa di reclutamento e aumentare l'obbligo di leva per il Landsturm. In data 1º maggio 1915 fu pubblicata sul Reichsgesetzblatt la legge 108 che portava l'obbligo di leva dal 18º al 50º anno di vita. Durante i cinque anni di guerra ci furono 17 chiamate di leva per il Landsturm in tutto il territorio della duplice monarchia incluso la Bosnia ed Erzegovina. Alcuni classi si dovettero presentare davanti alle commissioni di leva fino a cinque volte. In totale furono ritenuti abili e arruolati oltre 4,7 milioni di uomini di cui 2,5 milioni in Cisleitania, 2 milioni in Transleitania e 220.000 in Bosnia ed Erzegovina. La maggioranza di questi uomini furono arruolati già nei primi due anni di guerra. A fine 1915, dopo che si era aperto anche il fronte italiano, due terzi di tutti i richiamati nella Cisleitania durante la Grande Guerra si trovavano sotto le armi.
Il numero dei richiamati raggiunse durante la guerra quasi 12,4 milioni. La prima chiamata per la visita miliare di quella parte della popolazione che finora non aveva prestato nessun servizio militare e non fu quindi già mobilitata nell'agosto 1914 avviene nell'ottobre 1914. Nel corso della guerra gli intervalli di chiamata si ridussero sempre di più. L'ultima chiamata avviene nell'aprile 1918.
Questa enorme massa di mobilitati senza nessuna esperienza militare e le perdite subite nei primi messi di guerra delle classi che si trovavano già prima della mobilitazione sotto le armi trasformarono fortemente la struttura delle forze armate dell'Impero austro-ungarico. Anche se nel 1868 è stato introdotto l'obbligo di leva, le forze armate a causa del difficile iter parlamentare per definire il numero di reclute reso ancora più difficile per le tensioni strutturali della duplice monarchia, soprattutto con il regno di Ungheria, non si trasformò in un esercito di massa fino all'inizio della Prima guerra mondiale. Furono le massicce chiamate del Landsturm dall'autunno 1914 in poi a trasformare le forze armate della monarchia asburgica in un esercito di massa.
L'Austria-Ungheria non erano comunque in grado ad equipaggiare adeguatamente tutti gli uomini arruolati del Landsturm e questo non riguardò solo i reparti destinati per la seconda o terza linea ma anche alcuni reparti della prima linea. Nel settembre 1914 furono schierati ad esempio sui Carpazi truppe del Landsturm armati con fucili mono colpo modello Werndl vestiti con le vecchie uniformi di colore blu dismessi dall'esercito comune e in alcuni casi per mancanza di uniformi anche in abiti civili con fascia nera-gialla sul braccio.

## Ordine di battaglia

### Divisioni
La numerazione delle divisioni delle forze armate austro-ungariche era unica e progressiva per tutti i tre eserciti senza distinzione fra esercito comune, Landwehr, Honvéd e il Landsturm. Con le truppe del k.k. Landsturm furono costituiti solo due divisioni durante tutta la durata della guerra di cui solo la n. 106 rimase in piedi fino alla fine della guerra.
- k.k. Landsturm-Truppen-Infanteriedivision n. 95

composta da:
k.k. Landsturminfanteriebrigaden Oberst Pfeifer e Oberst Piasecki
squadrone di riserva del k.u.k. Dragonerregiment n. 1
22ª batteria autonoma cannoni di riserva
1ª e 2ª batteria obici del k.u.k. Gebirgsartillerieregiment n. 3
4ª batteria del K.u.k. Feldkanonenregiment n. 95
fu trasformata a metà settembre 1914 nella k.k. Landsturm-Infanteriebrigade n. 95
- k.k. Landsturm-Truppen-Infanteriedivision n. 106

composta da:
k.k. Landsturminfanteriebrigaden Generalmajor Wojĕchowský e Oberst von Rochel
squadrone di riserva del k.u.k. Dragonerregiment n. 12
29ª batteria autonoma cannoni di riserva
1ª e 2ª batteria obici del k.u.k. Gebirgsartillerieregiment n. 4
4ª batteria del K.u.k. Feldkanonenregiment n. 106

### Brigate di fanteria
A differenza delle divisioni la numerazione delle brigate non era progressiva. Alcune brigate riportavano invece del numero di reparto il nome del loro comandante. In seguito sono elencati le brigate di fanteria Landsturm (k.k. Landsturminfanteriebrigade) costituiti con la mobilitazione generale il 31 luglio 1914. Le brigate n. 95 e n. 106 furono immediatamente trasformati in divisioni aggregando altre unità.
| I. | II. |
| --- | --- |
| - k.k. Landsturminfanteriebrigade n. 1 composta da: k.k. Landsturmrinfanterieregimenter n. 1 e 2 squadrone di riserva del k.u.k. Dragonerregiment n. 6 42ª batteria autonoma cannoni di riserva - k.k. Landsturminfanteriebrigade n. 35 composta da: k.k. Landsturmrinfanterieregimenter n. 22 e 36 battaglioni di marcia del k.u.k. Infanterieregiment n. 24 e 41 squadrone di riserva del k.u.k. Dragonerregiment n. 9 31ª batteria autonoma cannoni di riserva - k.k. Landsturminfanteriebrigade n. 36 composta da: k.k. Landsturmrinfanterieregimenter n. 11, 12 e 30 squadrone di riserva del k.u.k. Dragonerregiment n. 13 27ª batteria autonoma cannoni di riserva - k.k. Landsturminfanteriebrigade n. 40 composta da: k.k. Landsturmrinfanterieregimenter n. 14 e 24 35ª batteria autonoma cannoni di riserva - k.k. Landsturminfanteriebrigade n. 93 composta da: k.k. Landsturmrinfanterieregimenter n. 19 e 35 squadrone di riserva del k.u.k. Ulanenregiment n. 4 32ª batteria autonoma cannoni di riserva - k.k. Landsturminfanteriebrigade n. 105 composta da: k.k. Landsturmrinfanterieregimenter n. 3 e 4 squadrone di riserva del k.u.k. Dragonerregiment n. 3 18ª batteria autonoma cannoni di riserva - k.k. Landsturminfanteriebrigade n. 108 composta da: k.k. Tiroler Landsturminfanterieregiment n. II e k.k. Landsturmrinfanterieregimenter n. 21 squadrone di riserva del k.k. Reitende Tiroler Landesschützendivision 41ª batteria autonoma cannoni di riserva | - k.k. Landsturminfanteriebrigade n. 110 composta da: k.k. Landsturmrinfanterieregimenter n. 16 e 32 squadrone di riserva del k.u.k. Ulanenregiment n. 1 13ª e 14ª compagnia del k.u.k. Festungsartillerieregiment n. 2 - k.k. Landsturminfanteriebrigade n. 111 composta da: k.k. Landsturmrinfanterieregimenter n. 17, 18 e 33 squadrone di riserva del k.u.k. Ulanenregiment n. 11 30ª batteria autonoma cannoni di riserva piazzaforte di Przemyśl - k.k. Landsturminfanteriebrigade n. 112 composta da: k.k. Landsturmrinfanterieregimenter n. 5 e 26 squadrone di riserva del k.u.k. Dragonerregiment n. 4 6ª batteria autonoma cannoni di riserva da difesa del porto di Pola - k.k. Landsturminfanteriebrigade Oberst Pfeifer composta da: k.k. Landsturmrinfanterieregimenter n. 6, 7 e 8 assegnata alla: k.k. Landsturminfanterie-Truppendivision n. 95 - k.k. Landsturminfanteriebrigade Oberst Piasecki composta da: k.k. Landsturmrinfanterieregimenter n. 28 e 29 assegnata alla: k.k. Landsturminfanterie-Truppendivision n. 95 - k.k. Landsturminfanteriebrigade Generalmajor Wojĕchowský composta da: k.k. Landsturmrinfanterieregimenter n. 13, 15 e 31 assegnata alla: k.k. Landsturminfanterie-Truppendivision n. 106 - k.k. Landsturminfanteriebrigade Oberst von Rochel composta da: k.k. Landsturmrinfanterieregimenter n. 25 e 38 assegnata alla: k.k. Landsturminfanterie-Truppendivision n. 106 |

Durante la guerra le brigate del Landsturm furono spesso utilizzati per completare l'organico di altre unità logorate. Alcune di queste non furono più ricostituiti altre invece rinumerate, soprattutto dopo la riorganizzazione delle forze armate decisa nell'ottobre 1917 e applicata dalla primavera del 1918. Nell'ordinamento appaiano anche formazioni completamente nuovi, assegnati a specifici compiti e come tali evidenziati nel loro nome, tra cui le brigate da montagna (k.k. Landsturm-Gebirgsbrigaden). Quest'ultime furono impegnate sui Balcani e sul fronte italiano e possono essere considerati le truppe di élite del k.k. Landsturm. Fino alla riforma del 1917 furono formati 35 nuove brigate, raggruppando anche battaglioni Landsturm rimasti prima indipendenti. A metà ottobre 1918 a poche settimane dalla fine della guerra ci furono ancora 8 brigate del k.k. Landsturm schierate nelle forze armate dell'impero asburgico di cui tre indipendenti, cioè non appartenenti a delle divisioni.
| I. | II. |
| --- | --- |
| - k.k. Landsturminfanteriebrigade n. 181 costituita nell'estate 1916 - k.k. Landsturminfanteriebrigade n. 187 costituita nella primavera 1915 - k.k. Landsturminfanteriebrigade n. 205 costituita nella primavera 1915 e sciolta nella primavera 1917 - k.k. Landsturminfanteriebrigade n. 206 costituita nell'estate 1915 e sciolta ancora nel 1915 | - k.k. Landsturminfanteriebrigade Gruppe Oberst von Zhuber costituita nell'autunno 1915 fino gennaio 1916 - k.k. Landsturminfanteriebrigade Békési costituita nel gennaio 1915 fino aprile 1916 - k.k. Landsturminfanteriebrigade Oberst von Hausser costituita nell'ottobre 1915 fino gennaio 1916 - k.k. Landsturminfanteriebrigade Generalmajor Schwarz costituita nel gennaio 1915 fino gennaio 1916 |

#### Brigate da montagna
- k.k. Landsturm-Gebirgsbrigade n. 20

costituita nel settembre 1915 e sciolta nel ottobre 1916
- k.k. Landsturm-Gebirgsbrigade n. 21

costituita nel settembre 1915 e sciolta nel ottobre 1916
- k.k. Landsturm-Gebirgsbrigade n. 22

costituita nel settembre 1915 e sciolta nel ottobre 1916
- k.k. Landsturm-Gebirgsbrigade n. 24

costituita nel settembre 1915 e sciolta nel ottobre 1916

#### Brigate di marcia
Nel settembre 1914 furono costituiti cinque brigate di fanteria di marcia per completare l'organico di altre unità.
- k.k. Landsturm-Marschbrigaden n. 1-5

Ad eccezione della brigata n. 5, in organico ancora nel 1915, furono tutti sciolti o assegnati ad altre unità nei mesi successivi.

#### Brigate territoriali
Le brigate territoriali furono formati sempre da settembre 1914 dai richiamati della seconda chiamata, destinati inizialmente per servizi nelle retrovie. Come le brigate di marcia portavano una numerazione a parte.
- k.k. Landsturm-Territorialbrigaden n. 1-17

Le brigate territoriali furono anch'essi sciolti o assegnati ad altre unità nei mesi successivi. Nel marzo 1916 esisteva ancora la brigata n. 11.

#### Brigate di retrovia
- k.k. Landsturm-Etappenbrigade n. 9

costituita nel settembre 1914 e sciolta nel dicembre 1914
- k.k. Landsturm-Etappenbrigade Schiess

costituita nell'ottobre 1915 e sciolta all'inizio del 1916
- k.k. Landsturm-Etappenbrigade Ybl

costituita e sciolta nella seconda metà del 1915

### Reggimenti di fanteria
Con la mobilitazione generale furono costituiti nei 40 distretti di reclutamento 136 battaglioni Landsturm inquadrati in 40 reggimenti. Nelle prime settimane dopo furono formati altri 30 battaglioni di marcia (k.k. Landsturmmarschbataillon). Contemporaneamente furono costituiti come seconda chiamata altri 130 battaglioni territoriali (k.k. Landsturm-Territorialbataillone) raggruppati in 17 brigate territoriali (k.k. Landsturm-Territorialbrigaden) di cui una piccola parte destinata come truppe di sorveglianza nelle teste di ponte del Danubio e il resto inviato al fronte.
| I. | II. |
| --- | --- |
| - k.k. Landsturminfanterieregiment n. 1 Wien comando territoriale: Vienna composto da: 3 battaglioni assegnato: 2 battaglioni alla k.k. Landsturminfanteriebrigade n. 1 - k.k. Landsturminfanterieregiment n. 2 Linz comando territoriale: Linz composto da: 4 battaglioni assegnato: alla k.k. Landsturminfanteriebrigade n. 1 - k.k. Landsturminfanterieregiment n. 3 Graz sede: Graz composto da: 4 battaglioni assegnato: alla k.k. Landsturminfanteriebrigade n. 105 - k.k. Landsturminfanterieregiment n. 4 Klagenfurt comando territoriale: Klagenfurt composta da: 3 battaglioni assegnato: alla k.k. Landsturminfanteriebrigade n. 105 - k.k. Landsturminfanterieregiment n. 5 Pisino comando territoriale: Pisino composta da: 3 battaglioni assegnato: alla difesa del porto militare di Pola con la k.k. Landsturminfanteriebrigade n. 112 - k.k. Landsturminfanterieregiment n. 6 Eger comando territoriale: Cheb composta da: 4 battaglioni assegnato: alla k.k. Landsturminfanteriebrigade Pfeifer - k.k. Landsturminfanterieregiment n. 7 Pilsen comando territoriale: Plzeň composta da: 3 battaglioni assegnato: alla k.k. Landsturminfanteriebrigade Pfeifer - k.k. Landsturminfanterieregiment n. 8 Prag comando territoriale: Praga composta da: 4 battaglioni assegnato: alla k.k. Landsturminfanteriebrigade Pfeifer - k.k. Landsturminfanterieregiment n. 9 Leitmeritz comando territoriale: Litoměřice composta da: 4 battaglioni - k.k. Landsturminfanterieregiment n. 10 Jungbunzlau comando territoriale: Mladá Boleslav composta da: 4 battaglioni assegnato: alla k.k. Landsturminfanteriebrigade n. 110 alla piazzaforte di Cracovia - k.k. Landsturminfanterieregiment n. 11 Jičín comando territoriale: Jičín composta da: 4 battaglioni assegnato: alla k.k. Landsturminfanteriebrigade n. 36 - k.k. Landsturminfanterieregiment n. 12 Časlau comando territoriale: Čáslav composta da: 4 battaglioni assegnato: alla k.k. Landsturminfanteriebrigade n. 36 - k.k. Landsturminfanterieregiment n. 13 Olmütz comando territoriale: Olomouc composta da: 4 battaglioni assegnato: alla k.k. Landsturminfanteriebrigade Wojĕchowský - k.k. Landsturminfanterieregiment n. 14 Brünn comando territoriale: Brno composta da: 3 battaglioni assegnato: alla k.k. Landsturminfanteriebrigade n. 40 - k.k. Landsturminfanterieregiment n. 15 Troppau comando territoriale: Opava composta da: 3 battaglioni assegnato: alla k.k. Landsturminfanteriebrigade Wojĕchowský - k.k. Landsturminfanterieregiment n. 16 Krakau comando territoriale: Cracovia composta da: 3 battaglioni assegnato: alla k.k. Landsturminfanteriebrigade n. 110 - k.k. Landsturminfanterieregiment n. 17 Rzeszów comando territoriale: Rzeszów composta da: 3 battaglioni assegnato: alla k.k. Landsturminfanteriebrigade n. 111 - k.k. Landsturminfanterieregiment n. 18 Przemyśl comando territoriale: Przemyśl composta da: 3 battaglioni assegnato: alla k.k. Landsturminfanteriebrigade n. 111 - k.k. Landsturminfanterieregiment n. 19 Lemberg comando territoriale: Leopoli composta da: 4 battaglioni assegnato: alla k.k. Landsturminfanteriebrigade n. 93 - k.k. Landsturminfanterieregiment n. 20 Stanislau comando territoriale: Stanislav composta da: 3 battaglioni | - k.k. Landsturminfanterieregiment n. 21 St. Pölten comando territoriale: St. Pölten composto da: 3 battaglioni assegnato: alla k.k. Landsturminfanteriebrigade n. 108 - k.k. Landsturminfanterieregiment n. 22 Czernowitz comando territoriale: Černivci composto da: 3 battaglioni assegnato: alla k.k. Landsturminfanteriebrigade n. 35 - k.k. Landsturminfanterieregiment n. 23 Sebenico sede: Sebenico composto da: 2 battaglioni assegnato: al XIV Corpo d'Armata - k.k. Landsturminfanterieregiment n. 24 Znaim comando territoriale: Znojmo composta da: 4 battaglioni assegnato: alla k.k. Landsturminfanteriebrigade n. 40 - k.k. Landsturminfanterieregiment n. 25 Kremsier comando territoriale: Kroměříž composta da: 3 battaglioni assegnato: k.k. Landsturminfanteriebrigade von Rochel - k.k. Landsturminfanterieregiment n. 26 Marburg comando territoriale: Maribor composta da: 4 battaglioni assegnato: alla difesa del porto militare di Pola con la k.k. Landsturminfanteriebrigade n. 112 - k.k. Landsturminfanterieregiment n. 27 Laibach comando territoriale: Lubiana composta da: 3 battaglioni assegnato: alla difesa di Trieste - k.k. Landsturminfanterieregiment n. 28 Pisek comando territoriale: Písek composta da: 4 battaglioni assegnato: alla k.k. Landsturminfanteriebrigade Piasecki - k.k. Landsturminfanterieregiment n. 29 Budweis comando territoriale: České Budějovice composta da: 4 battaglioni assegnato: alla k.k. Landsturminfanteriebrigade Piasecki - k.k. Landsturminfanterieregiment n. 30 Hohenmauth comando territoriale: Vysoké Mýto composta da: 4 battaglioni assegnato: alla k.k. Landsturminfanteriebrigade n. 36 - k.k. Landsturminfanterieregiment n. 31 Teschen comando territoriale: Cieszyn composta da: 3 battaglioni assegnato: alla k.k. Landsturminfanteriebrigade Wojĕchowský - k.k. Landsturminfanterieregiment n. 32 Neusandez comando territoriale: Nowy Sącz composta da: 3 battaglioni assegnato: alla k.k. Landsturminfanteriebrigade n. 110 - k.k. Landsturminfanterieregiment n. 33 Stryj comando territoriale: Stryj composta da: 4 battaglioni assegnato: alla k.k. Landsturminfanteriebrigade n. 111 - k.k. Landsturminfanterieregiment n. 34 Jaroslau comando territoriale: Jarosław composta da: 3 battaglioni - k.k. Landsturminfanterieregiment n. 35 Złoczów comando territoriale: Zoločiv composta da: 4 battaglioni assegnato: alla k.k. Landsturminfanteriebrigade n. 93 - k.k. Landsturminfanterieregiment n. 36 Kolomea comando territoriale: Kolomyja composta da: 3 battaglioni assegnato: alla k.k. Landsturminfanteriebrigade n. 35 - k.k. Landsturminfanterieregiment n. 37 Castelnuovo comando territoriale: Castelnuovo composta da: 2 battaglioni assegnato: alla impiegato nella difesa del porto militare di Cattaro - k.k. Landsturminfanterieregiment n. 38 Beraun comando territoriale: Beroun composta da: 3 battaglioni assegnato: alla k.k. Landsturminfanteriebrigade von Rochel - k.k. Tiroler Landsturmregiment Innsbruck n. I comando territoriale: Innsbruck composta da: 3 battaglioni assegnato: allo sbarramento tirolese - k.k. Tiroler Landsturmregiment Imst n. II comando territoriale: Imst composta da: 4 battaglioni assegnato: alla k.k. Landsturminfanteriebrigade n. 108 |

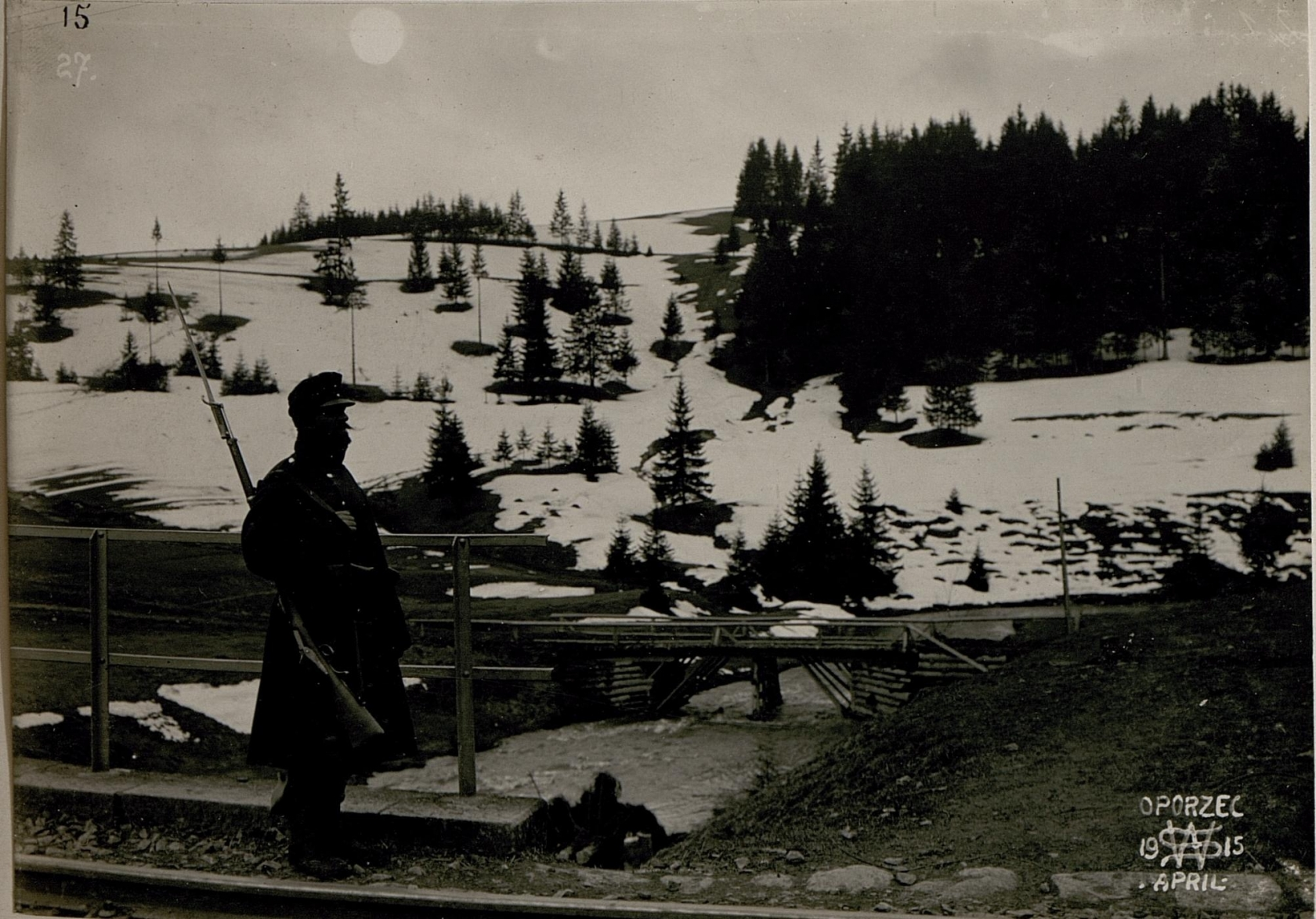
Soldato del Landsturm con vecchio fucile Werndl alla sorveglianza di un ponte ferroviario

Le unità Landsturm inviati nel 1914 sul fronte orientale e serbo subirono pesanti perdite e non fu possibile rimpiazzarle tutte. Di conseguenza il numero delle unità fu ridotto raggruppando anche le truppe residue di più unità e formando così nuova unità. Nella primavera del 1915 il numero dei reggimenti si era ridotto a 21. Solo con la caduta della fortezza Przemyśl nel marzo furono persi 7 reggimenti, i n. 8, 10, 18, 21, 29, 34 e il Tiroler Landsturmregiment n. II tutti catturati dall'esercito russo e non più ricostituiti. Fino al 1916 il numero si era ulteriormente ridotto anche se nel frattempo si erano costituiti 4 nuovi reggimenti portando il totale dei reggimenti Landsturm formati nella Cisleitania durante la Prima guerra mondiale a 44.
Esemplare è la storia dei due reggimenti Landsturm Tirolesi. Il Tiroler Landsturmregiment n. I fu ridotto alla grandezza di un battaglione in seguito alle perdite subite in Serbia nell'autunno 1914. Questa unità ridotta a battaglione fu poi dislocato da maggio 1915 sul fronte tirolese. Il Tiroler Landsturmregiment n. II fu inviato nell'estate 1914 sul fronte orientale in Galizia dove subì già delle perdite e in seguito dislocato nella città fortezza di Przemyśl dove i superstiti furono catturati dall'esercito russo nel marzo 1915. Dalle truppe di complemento fu costituito il Landsturmbataillon n. 27 inviato anch'esso sul fronte serbo dove subì grande perdite.
All'inizio del 1916 ci furono ancora 15 dei 40 reggimenti mobilitati all'inizio della guerra:
- k.k. Landsturminfanterieregimenter n. 1, 2, 5, 6, 9, 11, 13, 22, 23, 25, 26, 27, 31, 32 e 37

Tra il 1914 e il 1915 furono costituiti 5 nuovi reggimenti, l'ultimo nell'agosto 1915. Fino alla fine della guerra non furono formati altri nuovi reggimenti.
- k.k. Landsturminfanterieregiment n. 39

costituito nell'autunno 1914
- k.k. Landsturminfanterieregiment n. 50

costituito nel giugno 15 e sciolto tre mesi dopo
- k.k. Landsturminfanterieregiment n. 51

costituito nell'agosto 1915
- k.k. Landsturminfanterieregiment n. 409

costituito nel giugno 1915
- k.k. Landsturminfanterieregiment n. 410

costituito nel giugno 1915
Il 1º novembre 1918 risultavano schierati ancora 15 reggimenti dei 45 mobilitati dall'inizio della guerra.
- k.k. Landsturminfanterieregimenter n. 1, 2, 6, 9, 11, 13, 22, 23, 25, 27, 31, 32, 37, 51 e 409[26]

### Battaglioni di fanteria
All'inizio della guerra furono formati 136 battaglioni fanteria Landsturm (k.k. Landsturminfanteriebataillone) di cui 96 assegnati ai reggimenti Landsturm. I 40 battaglioni non inquadrati furono aggregati alle brigate, brigate da montagna o alle brigate di retrovia. Nel maggio 1915 con l'apertura del fronte italiano si riuscì a formare 112 battaglioni e mandarli sul nuovo fronte. All'inizio del 1916 il numero dei battaglioni autonomi era di 58 battaglioni di cui 8 provenienti da reggimenti sciolti.
- Landsturminfanteriebataillon n. I/9, II/9, IV/34, I/37, II/37, IV/37, IV/39 e il k.k. Tiroler Landsturmbataillon n. IV/I

battaglioni autonomi provenienti da reggimenti Landsturm nel 1916
- Landsturminfanteriebataillon n. 6, 10, 17, 23-25, 29, 30, 37-46, 49, 59, 63, 75, 76, 83, 149-153, 157, 159-174, 518 e i k.k. Tiroler Landsturmbataillone n. I-III

battaglioni autonomi nel 1916
- k.k. Tiroler Landsturmbataillone n. IV, V

costituiti nel 1917

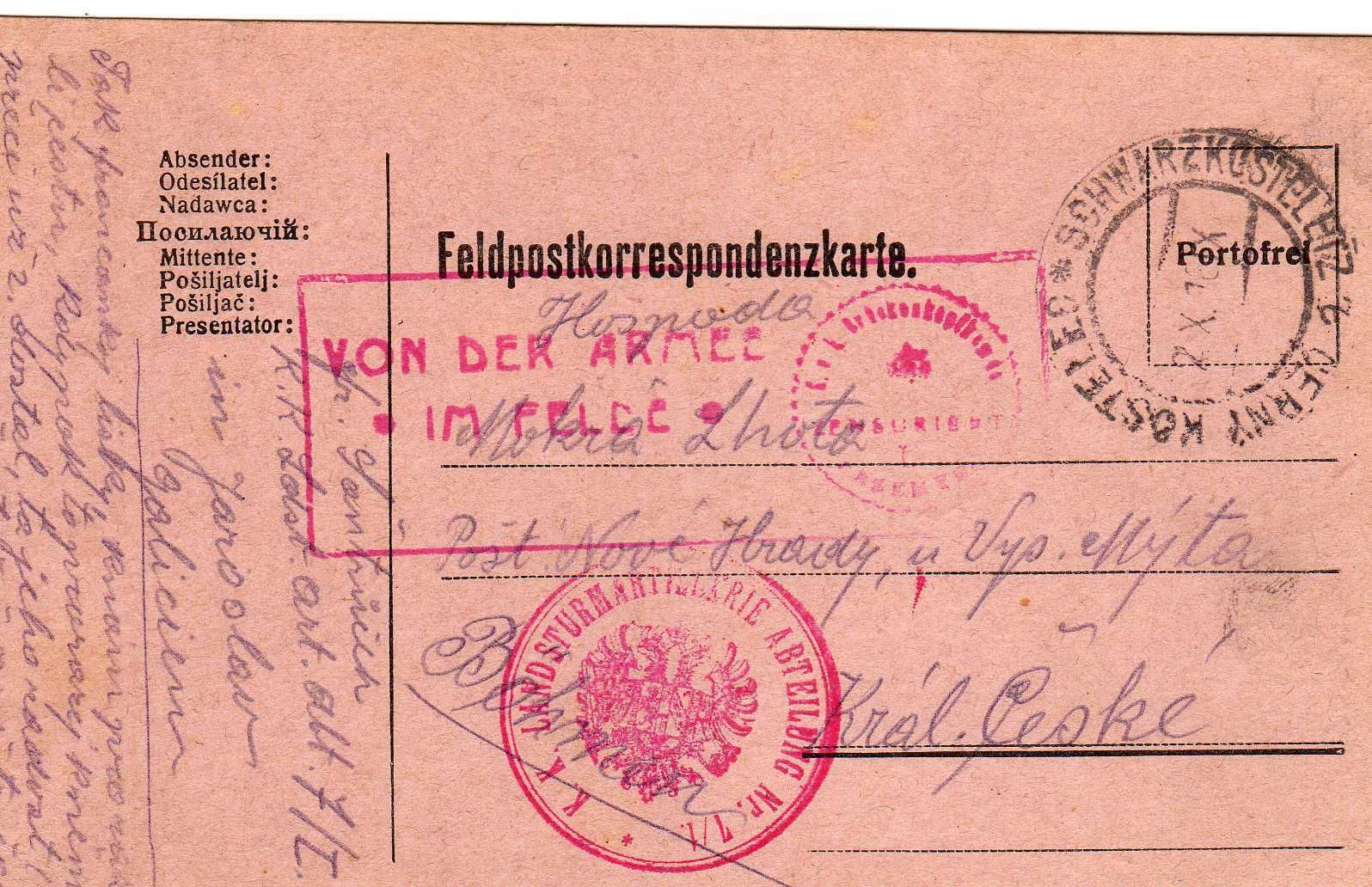
Cartolina postale militare da un reparto d'artiglieria del Landsturm

Il 1º novembre 1918 risultavano schierati ancora 41 battaglioni autonomi.
- Landsturminfanteriebataillon n. IV/16, V/33, IV/39 10, 17, 23, 24, 29, 37-42, 44-46, 75, 148, 150-153, 157, 159-171, 173, 174
- k.k. Tiroler Landsturmbataillone n. I, II, III e IV[26]

### Artiglieria e truppe tecniche
All'inizio della guerra furono mobilitati anche 88 reparti di artiglieria Landsturm (k.k. Landsturmartillerie-Abteilungen)). Ogni reparto disponeva di 202 uomini e in totale furono quasi 18.000 artiglieri.
Inoltre furono formati 3 reggimenti d'artiglieria Landsturm (k.k. Landsturmfeldkanonenregiment). Ogni reggimento disponeva di 4 batterie con 4 cannoni campali 9 cm M. 75/96, pezzi antiquati con un affusto a vomero di coda. In totale i tre reggimenti disponevano di 48 pezzi. Altri reparti d'artiglieria furono assegnati come organico di complemento a diversi unità d'artiglieri dell'esercito comune o della k.k. Landwehr tra cui anche reggimenti di artiglieria da montagna.
I reparti di artiglieria furono schierati soprattutto sul fronte orientale contro l'esercito imperiale russo e in piccola parte mandati anche sui Balcani. Nel settembre 1914 25 reparti rinforzavano la città fortezza di Cracovia. Oltre la metà si trovava invece nella città fortezza di Przemyśl con pezzi d'artiglieria antiquata in attesa dell'attacco russo. Con la caduta di Przemyśl nel marzo 1915 andarono persi in totale 48 reparti.
Nell'autunno del 1915 il numero dei reparti d'artiglieria del k.k. Landsturm raggiunse di nuovo le 80 unità. La maggior parte si trovava ancora sul fronte russo di cui 37 a Cracovia. Altri 27 reparti furono schierati lungo il Danubio a preservare le teste di ponte come ad esempio a Vienna con 8 reparti e a Budapest con 9 reparti.
A differenza della k.k. Landwehr e della Honvéd, il k.k. Landsturm disponeva anche di truppe tecniche. Nell'agosto 1914 furono formati 8 reparti zappatori (k.k. Landsturmsappeurabteilungen) ogni reparto con oltre 200 uomini. Come l'artiglieria del k.k. Landsturm anche i zappatori furono inviati in maggioranza sul fronte russo. Nell'autunno del 1915 il numero dei reparti raggiungeva le 18 unità alcuni di essi schierati anche sul fronte dell'Isonzo. Nel maggio 1916 il numero si era già ridotto a 12 unità.

### Truppe di retrovia
Originariamente le truppe del k.k. Landsturm soprattutto le classi più anziani erano destinati per servizi di retrovia o di terza linea. Tra l'agosto e il settembre 1914 furono costituiti:
- 130 battaglioni territoriali (k.k. Landsturmterritorialbataillone)
- 267 reparti per lavori vari (k.k. Landsturmarbeiterabteilungen)
- 111 reparti per lavori di fortificazione (k.k. Landsturmbefestigungsarbeiterabteilungen)
- 83.000 uomini erano destinati alla sorveglianza ferroviaria (Eisenbahnsicherungsabteilungen)
- 28 compagnie per la protezione dei ponti con 250 uomini per compagnia (k.k. Brückenschutzkompanien)

Nel maggio 1916 le truppe del k.k. Landsturm destinate a servizi di retrovia erano ulteriormente aumentati.
- 192 battaglioni di retrovia (k.k. Landsturmetappenbataillone)
- 69 battaglioni e 10 compagnie destinati per servizi di guardia (k.k. Landsturmwachbataillone)
- 59 reparti della milizia ferroviaria
- 213 reparti per lavori vari
- 26 reparti di portatori (k.k. Landsturmlastträgerabteilungen)
- 176 reparti destinati per la costruzione di sentieri e strade (k.k. Landsturmwegbauabteilungen)
- 33 reparti per lavori di fortificazione[29][37]

Le truppe di retrovia furono impegnati anche come guardie e forze d'ordine nei campi di prigionia e nei campi dei profughi civili.